# 삼라트
삼라트(산스크리트어: सम्राट 삼라타)는 산스크리트어로 황제를 뜻하는 단어로, 인도 문화권의 황제 칭호이다. 

## 역사
삼라트는 황제 또는 왕중왕을 지칭하는데, 이는 그가 주권 통치자인 동시에 봉건 군주라는 것을 의미한다. 리그베다에서 증명된 바와 같이 이 단어는 바루나와 같은 다양한 베다 신들의 별명으로 사용되었으며, 삼라트의 칭호는 인도 아대륙의 많은 통치자들은 힌두 신화에서 주장한 대로 삼라트라는 칭호를 사용하였다. 대부분의 역사가들은 찬드라굽타 마우리아가 거대한 마우리아 제국을 다스렸던 것을 이유로 찬드라굽타 마우리아를 인도 아대륙의 첫번째 삼라트(황제)로 간주하고 있다. 
후기 베다 시대부터 인도 아대륙의 모든 강대국들은 '삼라트'라는 칭호를 얻으려고 노력하였다. 마가다에서 인도 최초의 제국이 발전한 것은 역사적으로 잘 알려진 사실로, 아이트레야 브라흐마나(VIII, 14.2.3)에서는 다른 인도 지역의 여러 왕국 유형을 설명하고 동쪽 지역의 왕이 기름 부음을 받으며 삼라트 자리에 올랐다고 기록되어 있다. 나중에 '차크라바르티', '살바봄', '에카라트', 마하라자디라자 등도 황제의 칭호로 사용되었다. 사실, 이 모든 단어들은 그 자신이 절대적인 주권을 가지고 있고 자신보다 더 큰 다른 왕의 권위를 받아들이지 않는 그 통치자들을 의미한다.
암르코시(크샤트리야 8등급) 삼라트는 다른 왕과 만델레슈와르의 중심, 즉 12연맹(비지기수)에 소속된 다른 왕들의 라자수야 주체이다. 슈크라니티(1.182 등) 이후에 쓰여진 저서들은 다양한 소득 분류 통치자를 기반으로 하였으며, 그 순서대로, 사만트(봉신), 만달리크, 라자, 마하라자, 스바라트보다 더 높은 수입을 지닌 삼라트가 있었는데, 그 수입은 파나로 약 1~10 크로레 사이였다. '비라트'와 '사르바바하우마'는 삼라트 위로 비정되었다. 그러나 이것은 삼라트의 지위와 제국의 기준을 경제력으로 간주하였기 때문에 일반적인 기준으로 수용되지는 않았으며, 실제 삼라트의 기준은 정치적 힘으로 간주되었다. 라자세카라의 시(P. 92)에서는 남해에서 히말라야까지 모든 땅을 정복한 정복자를 삼라트로 간주하였으며, 이 삼라트가 지배하는 제국은 차크라바르티 크셰트라라고도 불렸다. 삼라트와 차크라바르티가 동의어로 사용된 것은 분명하다. 또한 카우틸랴는 아세투 히말라야 지역을 차크라바르티의 지역으로 간주하였다. 바유 푸라나(45, 80–87)와 마츠야 푸라나(113.9–15)에서도 제국의 범위에 대해 같은 범위를 말하고 있다. 그러나 이 같은 범위의 제국을 확립하는 것은 찬드라굽타 마우리아, 아소카, 사무드라굽타 및 찬드라굽타 비크라마디트야와 같은 소수의 삼라트만이 달성할 수 있는 한낱 이상에 불과하였으며. 굽타 제국 이후에 삼라트의 칭호를 사용한 많은 통치자들 중에서도 그 이상을 완전히 이룰 수 있는 사람은 아무도 없었다.